# 1362
Пізнє Середньовіччя •  Реконкіста •  Ганза •  Авіньйонський полон пап •  Монгольська імперія •  Столітня війна

## Геополітична ситуація
Імператором Візантії є Іоанн V Палеолог (до 1376), Карл IV Люксембург — імператором Священної Римської імперії (до 1378). У Франції править Іоанн II Добрий (до 1364).
Апеннінський півострів розділений: північ належить Священній Римській імперії, середню частину займає Папська область, південь належить Неаполітанському королівству. Деякі міста півночі: Венеція, Піза, Генуя тощо, мають статус міст-республік. Триває боротьба гвельфів та гібелінів.
Майже весь Піренейський півострів займають християнські Кастилія і Леон, де править Педро I (до 1366), Арагонське королівство та Португалія, під владою маврів залишилися тільки землі на самому півдні. Едуард III королює в Англії (до 1377), Магнус Еріксон є королем Швеції (до 1364), а його син Гокон VI — Норвегії та, спільно з батьком, Швеції (до 1380), королем Польщі — Казимир III (до 1370). У Литві княжить Ольгерд (до 1377).
Північно-східні землі Русі перебувають під владою Золотої Орди, південні (в тому числі Київ) — увійшли до складу Великого князівства Литовського. Триває війна за галицько-волинську спадщину між Польщею та Литвою. Польський король Казимир III захопив Галичину, литовський князь Ольгерд — Волинь.
У Києві почав правити князь Володимир Ольгердович (до 1394). Ярлик на володимирське князівство отримав московський князь Дмитро Донський (до 1389).
Монгольська імперія займає більшу частину Азії, але вона розділена на окремі улуси, що воюють між собою. У Китаї, зокрема, править монгольська династія Юань. У Єгипті владу утримують мамлюки. Мариніди правлять у Магрибі. Делійський султанат є наймогутнішою державою Індії. В Японії триває період Муроматі.
Цивілізація мая переживає посткласичний період. Почали зароджуватися цивілізація ацтеків та інків.

## Події
- Відбулася битва на Синіх Водах, яку успішно провів проти Золотої Орди великий князь Литовський Ольгерд.
- Заволодівши Києвом, князь Ольгерд посадив у ньому на княжіння свого сина Володимира.
- Заснована Вінниця.
- 12-річний Дмитро Донський отримав в Орді ярлик на Володимирське князівство.
- Сильний шторм у Північному морі, Гроте Мандренке, завдав важкого удару по прибережних землях Англії, Нідерландів, Франції, забравши понад 25 тисяч людських життів.
- Флот Ганзи вчинив напад на Копенгаген.
- Королівські війська Франції зазнали поразки від армії грабіжників тар-веню поблизу Бринє.
- Франція уклала союзну угоду з Кастилією.
- Розпочався понтифікат Урбана V.
- Король Норвегії Гокон VI проголосив себе також королем Швеції на противагу своєму батькові Магнусу Еріксону. Згодом батько й син примирилися й правили в Швеції разом.
- Королева Неаполя Джованна I упродовж багатьох днів приховувала смерть свого чоловіка Людовика Тарентського, намагаючись зберегти владу в своїх руках. У грудні вона одружилася з колишнім королем Майорки Хайме IV, однак їхні стосунки не склалися.
- Королем Кілікійської Вірменії став Костандін V.

## Народились
- Владислав II Ягайло, Великий князь Литовський і польський король.

## Померли
- 12 вересня — Іннокентій VI, сто дев'яносто восьмий папа Римський.